# زیغ، باکو
زیغ (به لاتین: Zığ) یک منطقهٔ مسکونی در جمهوری آذربایجان است که در باکو واقع شده‌است. زیغ ۵٬۷۵۵ نفر جمعیت دارد.